# XX arrondissement di Parigi
Il XX arrondissement di Parigi si trova al confine orientale della città, sulla rive droite, al limite dei comuni di Saint-Mandé, Bagnolet, Montreuil e Lilas.
L'arrondissement fu costituito nel 1860, sotto il Secondo Impero, quando furono uniti alla città i comuni di Belleville, Ménilmontant e Charonne.

## Organizzazione
L'organizzazione del XX arrondissement, così come quella degli altri arrondissement di Parigi, Lione e Marsiglia, è regolata dalla cosiddetta loi PLM  (legge PLM), dove "P" sta per Parigi, "L" per Lione, "M" per Marsiglia. La loi PLM è la nº 82-1169 del 31 dicembre 1982 ed è stata adottata successivamente alla legge di decentramento (conosciuta anche come legge Deferre, dal nome del parlamentare proponente) in un periodo in cui la Francia ha intrapreso un cammino di riforme nel senso di un maggior decentramento dei poteri pubblici. La PLM regola in modo particolare l'ordinamento delle tre principali e più popolose città di Francia. Il XX arrondissement ha un proprio consiglio e un sindaco. Esso ha istituito una serie di Consigli tematici (dei giovani, degli anziani, dell'educazione, ecc.) e di consigli di quartiere.

### Il Consiglio
Il Consiglio si compone di 30 rappresentanti:
- 10 sono eletti con sistema proporzionale a suffragio universale diretto; questi fanno parte di diritto del Consiglio di Parigi (ovvero il Consiglio Comunale della capitale francese);
- 10 sono nominati dalle associazioni dell'arrondissement;
- 10 sono estratti a sorte tra gli abitanti dell'arrondissement.

Il Consiglio d'arrondissement può indirizzare delle richieste scritte al sindaco del comune su tutti gli affari che interessano l'arrondissement. Può inoltre richiedere al consiglio municipale di discutere tali affari; viene consultato dal consiglio municipale sui progetti la cui esecuzione avrà luogo sul territorio dell'arrondissement. Il consiglio dà in particolare la sua opinione sulle questioni concernenti le sovvenzioni alle associazioni locali e le modifiche al piano regolatore.
Esso gestisce i servizi pubblici locali, ma deve ottenere il consenso del consiglio municipale per lanciare nuovi programmi d'implementazione. Stabilisce nel proprio bilancio (État spécial d'arrondissement) come ripartire le cifre che gli vengono assegnate dal Consiglio di Parigi nell'apposito annesso al bilancio della città. Stabilisce inoltre le cifre da destinare a investimenti. Può creare dei consigli di quartiere (questi permettono agli abitanti di riunirsi regolarmente per elaborare delle proposte relative alla vita del loro quartiere).

### La Mairie
Il maire d'arrondissement (sindaco dell'arrondissement) è eletto dal Consiglio nel suo seno ed è individuato obbligatoriamente tra i 10 eletti direttamente dal popolo (al fine di garantire la sua piena legittimazione democratica).
La Mairie attribuisce le residenze che sono assegnate alla competenza dell'arrondissement.
Il Consiglio di Parigi e il Sindaco del comune possono delegare certi poteri ai consigli e al maire d'arrondissement.
Il maire d'arrondissement e i suoi assistenti sono ufficiali di stato civile all'interno dell'arrondissement.

## Dati
| Anno                        | Abitanti | Densità di popolazione (ab./km2) |
| --------------------------- | -------- | -------------------------------- |
| 1936 (picco di popolazione) | 208 115  | 34 779                           |
| 1962                        | 199 310  | 33 307                           |
| 1968                        | 188 921  | 31 571                           |
| 1975                        | 175 795  | 29 378                           |
| 1982                        | 171 971  | 28 738                           |
| 1990                        | 184 478  | 30 829                           |
| 1999                        | 182 952  | 30 574                           |
| 2010                        | 195 303  | 32 659                           |

## Luoghi d'interesse
- Cimitero di Père-Lachaise
- Chiesa di Saint-Germain de Charonne
- Cimitero di Belleville
- Parc de Belleville
- Jardin naturel

## Strade principali
- rue de Bagnolet
- rue Belgrand
- rue de Belleville
- passage de la Duée
- boulevard de Charonne
- boulevard Davout
- avenue Gambetta
- rue des Orteaux
- rue de Ménilmontant
- boulevard de Ménilmontant
- boulevard Mortier
- rue des Pyrénées
- cours de Vincennes

## Quartieri
- Quartier de Belleville
- Quartier Saint-Fargeau
- Quartier du Père-Lachaise
- Quartier de Charonne